# Paecilaema graphicum
Paecilaema graphicum is een hooiwagen uit de familie Cosmetidae.